# 上海公交金石线
金石线是上海市內一條公交线路。本线前身为朱山线，于1966年8月开通。初期的朱山线运营里程为41.9公里。
初期的朱山线运营于朱泾镇与山阳镇之间，故里程较长。现在的金石线已从山阳镇缩线至石化汽车站，因此运营里程缩短至34.5公里。
朱山线初期（1966年）双向发车班次为每日54班次。现在的金石线每天双向的发车班次约96班次。
朱山线的运营从1966年开始直至2004年结束。原因是上海石化建成之后，朱山线已多数不行驶至山阳镇，而是只在朱泾镇和石化地区之间行驶。因此2004年11月29日金山大众公交公司宣布朱山线正式更名为金石线。
自2008年1月1日至2011年2月28日金石线暂停运营。2011年3月1日起，金石线重新开始运营。起初班次不多，每天双向发车班次约48班。
自2012年3月28日起，为配合金山区政府公车改革后的新增客流，金石线大幅增加了班次，并在上下班高峰期间有若干班次直达区政府。。
另：为配合金山医院新院的建成，方便居民至新院就医，金山区运管部门按照有关规定拟更改金石线线路，方案为从朱泾出发后行驶S36亭枫高速和S19新卫高速至张堰出口下，再沿地面道路至金山医院和石化汽车站。但迄今为止此方案尚未实施。

## 路线基本资料

### 线路走向
- 上行：自朱泾汽车站起，经临仓街、东风路、亭枫公路、金廊公路、爱五路、金张公路、金张支路、松金公路、学府路、沪杭公路至石化汽车站
- 下行：自石化汽车站起，经隆平路、沪杭公路、学府路、松金公路、金张支路、金张公路、爱五路、金廊公路、亭枫公路至朱泾汽车站

### 服务时间
- 朱泾汽车站：06:00-20:45
- 石化汽车站：06:00-20:45

### 收费
全程单价RMB¥1-4，有人售票，线路实行公交换乘优惠。

### 停站
- 上行：朱泾汽车站 - 金山大桥 - 红星 - 后陈港 - 三浜村 - 五龙村委 - 五龙寺 - 六号桥 - 沈贵泾 - 六桥村 - 朱吕公路 - 吕巷 - 康兴路 - 田欢路 - 国强 - 荡田 - 姚家村 - 三新村 - 干钱路 - 干巷 - 常跃 - 龙跃村委 - 秦望路 - 放大泾 - 秦望村委 - 张泾桥 - 农业银行 - 张堰 - 东贤路 - 张堰老车站 - 康德路 - 松金公路 - 六里路 - 甪里 - 六里桥- 张旧公路 - 卫通村 - 查山 - 农建村委 - 龙轩路 - 理工大学 - 康福路 - 金卫小商品市场 - 十字街 - 龙胜路（招呼站）- 学府路（招呼站）- 卫二路（招呼站）– 石化汽车站
- 下行：石化汽车站 - 卫二路（招呼站）- 学府路（招呼站）- 龙胜路（招呼站）- 十字街 - 金卫小商品市场 - 康福路 - 理工大学 - 龙轩路 - 农建村委 - 查山 - 卫通村 - 张旧公路 - 六里桥 - 甪里 - 松金公路六里路 - 康德路 - 张堰老车站 - 东贤路 - 张堰 - 农业银行 - 张泾桥 - 秦望村委 - 放大泾 - 秦望路 - 龙跃村委 - 常跃 - 干巷 - 干钱路 - 三新村 - 姚家村 - 荡田 - 国强 - 田欢路 - 康兴路 - 吕巷 - 朱吕公路 - 六桥村 - 沈贵泾 - 六号桥 - 五龙寺 - 五龙村委 - 三浜村 - 后陈港 - 红星 - 金山大桥 - 朱泾汽车站